# Bridgerton
Bridgerton é uma série de televisão via streaming estadunidense criada por Chris Van Dusen para a Netflix. Baseada na série de livros de mesmo nome de Julia Quinn, é o primeiro programa roteirizado da Shondaland para a Netflix e estreou em 25 de dezembro de 2020. A série se passa no início de 1800, em uma Londres alternativa à era da Regência, na qual o rei George III estabeleceu a igualdade racial e elevou muitas pessoas de ascendência africana à nobreza devido à herança africana de sua esposa, a rainha Charlotte. O espectador é levado a observar a temporada social altamente competitiva, em que as nobres casamenteiras são introduzidas na sociedade. Em maio de 2023, um spin-off focado na rainha Charlotte foi lançado, chamado Queen Charlotte: A Bridgerton Story.
A segunda temporada do programa estabeleceu um recorde, de acordo com a Entertainment Weekly. Bridgerton foi recebida positivamente por sua direção, desempenho dos atores, produção e design de cenários, ganhando dois Primetime Creative Arts Emmy Awards, um Make-Up Artists And Hair Stylists Guild Awards e indicações ao Primetime Emmy Awards, Screen Actors Guild Awards, Satellite Awards e NAACP Image Awards. A trilha musical de Kris Bowers recebeu uma indicação ao Grammy Awards de Melhor Trilha Sonora para Mídia Visual.

## Resumo

### Episódios
| Temporada | Temporada | Episódios | Episódios           | Originalmente lançado  |                        |
| --------- | --------- | --------- | ------------------- | ---------------------- | ---------------------- |
|           | 1         | 8         | 8                   | 25 de dezembro de 2020 | 25 de dezembro de 2020 |
|           | 2         | 8         | 8                   | 31 de julho de 2022    | 31 de julho de 2022    |
|           | 3         | 8         | 4                   | 16 de maio de 2024     | 16 de maio de 2024     |
| 4         | 3         | 8         | 13 de junho de 2024 | 13 de junho de 2024    |                        |

### 1.ª Temporada (2020)
Na sociedade patriarcal londrina do século XIX, o único destino respeitável para mulheres de determinada classe social era o casamento. Esse é o tipo de pressão enfrentado por Daphne, a mais velha entre as filhas mulheres da família Bridgerton. Não estando preocupada com o status da filha, e sim com sua felicidade, a única coisa que a matriarca Bridgerton, a viscondessa viúva Violet, quer, é que Daphne conheça um homem pelo qual ela se case por amor. Passando por dificuldades nos negócios da família, Simon Basset também precisa encontrar uma esposa para garantir herdeiros para seu ducado, porém, o mesmo não quer se casar apesar de chamar a atenção de várias moças. Ele se une com Daphne para fingir um relacionamento para a sociedade, com o ojetivo de afastar a atenção para o duque e aumentar a cotação no mercado matrimonial da jovem Bridgerton. Apesar de não se darem bem no início, Daphne e Simon são obrigados a se casarem depois de serem pegos juntos no jardim para que a reputação da moça não fosse manchada, assim, os dois se acertam e o casamento proporciona a jovem conhecer os prazeres de uma relação, deixando o duque cada vez mais envolvido. Enquanto isso, todos os segredos da sociedade são colocados em panfletos pela misteriosa Lady Whistledown, que desperta tanto na rainha Charlotte quanto na jovem Eloise Bridgerton, a curiosidade de saber sua real identidade.

### 2.ª Temporada (2022)
A temporada abre com Eloise fazendo sua estreia como debutante, prometendo uma abordagem diferente da sua irmã Daphne. O filho mais velho de Violet, Anthony Bridgerton, livre de antigas amarras amorosas, está determinado a encontrar uma esposa, para assumir as responsabilidades como visconde da família. Mas ele transformou a busca por uma esposa em algo bastante prático, sem considerar qualquer sentimento no processo. Edwina Sharma, eleita pela rainha Charlotte como o diamante da vez, acabou sendo a escolhida pelo primogênito Bridgerton. Entretanto, Anthony sofre a resistência de sua futura cunhada, Kate Sharma, que não aprova a união da irmã com o libertino. O ódio entre eles logo se torna em desejo, e ambos lutam contra a paixão e seguir com seus respectivos deveres. Enquanto isso, Penelope Featherington, a verdadeira colunista secreta que usa o álter ego Lady Whistledown, teve de lidar com a crise familiar, já que o pai morreu e deixou a família em quase falência. Para piorar sua situação, seu amigo de infância, Collin Bridgerton, diz para outros rapazes que jamais se envolveria com a amiga, afetando em cheio da autoestima da moça. Eloise finalmente liga os pontos entre os comentários mordazes de Penelope e o estilo de escrita de Lady Whistledown, descobrindo assim a verdadeira identidade da colunista.

### 3ª Temporada (2024)
Enquanto Francesca Bridgerton ganha destaque no novo ano das debutantes, Penelope sai em busca de um marido, de preferência um que lhe ofereça independência suficiente para seguir sua vida dupla como a grande Lady Whistledown. Após retornar de suas férias de verão, Colin começa chamar a atenção das moças da sociedade, mas ele está desanimado ao perceber que Penelope, a única pessoa que sempre gostou dele como ele era, agora está distante. O Bridgerton, então, oferece sua ajuda para encontrar um bom partido para a amiga. No entanto, tudo muda quando ele começa a questionar se seus sentimentos são apenas de amizade. Mesmo se reaproximando de Collin, Penelope ainda não consegue reatar sua amizade com Eloise, que ainda se sente traída por Penelope não ter lhe contado que era a colunista misteriosa. Além disso, há a trama do ex-lutador Will Mondrich e sua família, onde é revelado que seu filho mais velho herdou uma herança de antigos conhecidos e agora se tornou um barão, elevando o status de toda a família à nobreza e surpreendendo a sociedade.

## Elenco
A lista abaixo contém os atores que foram creditados regularmente na sequência de abertura como principais da série, seguindo a ordem dos créditos:
| Intérprete          | Personagem              | Temporadas      | Temporadas      | Temporadas      |                 |
| Intérprete          | Personagem              | 1.ª             | 2.ª             | 3.ª             |                 |
| ------------------- | ----------------------- | --------------- | --------------- | --------------- | --------------- |
| Adjoa Andoh         | Agatha Danbury          | Principal       | Principal       | Principal       |                 |
| Lorraine Ashbourne  | Sra. Varley             | Principal       | Principal       | Principal       |                 |
| Jonathan Bailey     | Anthony Bridgerton      | Principal       | Principal       | Principal       |                 |
| Ruby Barker         | Marina Thompson         | Principal       | Convidada       | Does not appear |                 |
| Sabrina Bartlett    | Siena Rosso             | Principal       | Does not appear | Does not appear |                 |
| Harriet Cains       | Philippa Featherington  | Principal       | Principal       | Principal       |                 |
| Bessie Carter       | Prudence Featherington  | Principal       | Principal       | Principal       |                 |
| Nicola Coughlan     | Penelope Featherington  | Principal       | Principal       | Principal       |                 |
| Phoebe Dynevor      | Daphne Bridgerton       | Principal       | Principal       | Does not appear |                 |
| Ruth Gemmell        | Violet Bridgerton       | Principal       | Principal       | Principal       |                 |
| Florence Hunt       | Hyacinth Bridgerton     | Principal       | Principal       | Principal       |                 |
| Claudia Jessie      | Eloise Bridgerton       | Principal       | Principal       | Principal       |                 |
| Ben Miller          | Archibald Featherington | Principal       | Does not appear | Does not appear |                 |
| Luke Newton         | Colin Bridgerton        | Principal       | Principal       | Principal       |                 |
| Regé-Jean Page      | Simon Basset            | Principal       | Does not appear | Does not appear | Does not appear |
| Golda Rosheuvel     | Rainha Charlotte        | Principal       | Principal       | Principal       |                 |
| Luke Thompson       | Benedict Bridgerton     | Principal       | Principal       | Principal       |                 |
| Will Tilston        | Gregory Bridgerton      | Principal       | Principal       | Principal       |                 |
| Polly Walker        | Portia Featherington    | Principal       | Principal       | Principal       |                 |
| Julie Andrews (voz) | Lady Whistledown        | Principal       | Principal       | Principal       |                 |
| Simone Ashley       | Kate Sharma             | Does not appear | Principal       | Principal       |                 |
| Charithra Chandran  | Edwina Sharma           | Does not appear | Principal       | Does not appear |                 |
| Shelley Conn        | Mary Sharma             | Does not appear | Principal       | Does not appear |                 |
| Martins Imhangbe    | Will Mondrich           | Recorrente      | Principal       | Principal       |                 |
| Calam Lynch         | Theo Sharpe             | Does not appear | Principal       | Does not appear |                 |
| Rupert Young        | Jack Featherington      | Does not appear | Principal       | Does not appear |                 |
| Victor Alli         | John Stirling           | Does not appear | Does not appear | Principal       |                 |
| Joanna Bobin        | Araminta Cowper         | Recorrente      | Recorrente      | Principal       |                 |
| Dominic Coleman     | Lord Cowper             | Does not appear | Recorrente      | Principal       |                 |
| Ruby Stokes         | Francesca Bridgerton    | Recorrente      | Recorrente      | Does not appear |                 |
| Hannah Dodd         | Francesca Bridgerton    | Does not appear | Does not appear | Principal       |                 |
| Daniel Francis      | Marcus Anderson         | Does not appear | Does not appear | Principal       |                 |
| Jessica Madsen      | Cressida Cowper         | Recorrente      | Recorrente      | Principal       |                 |
| Hannah New          | Tilley Arnold           | Does not appear | Does not appear | Principal       |                 |

## Produção

### Desenvolvimento

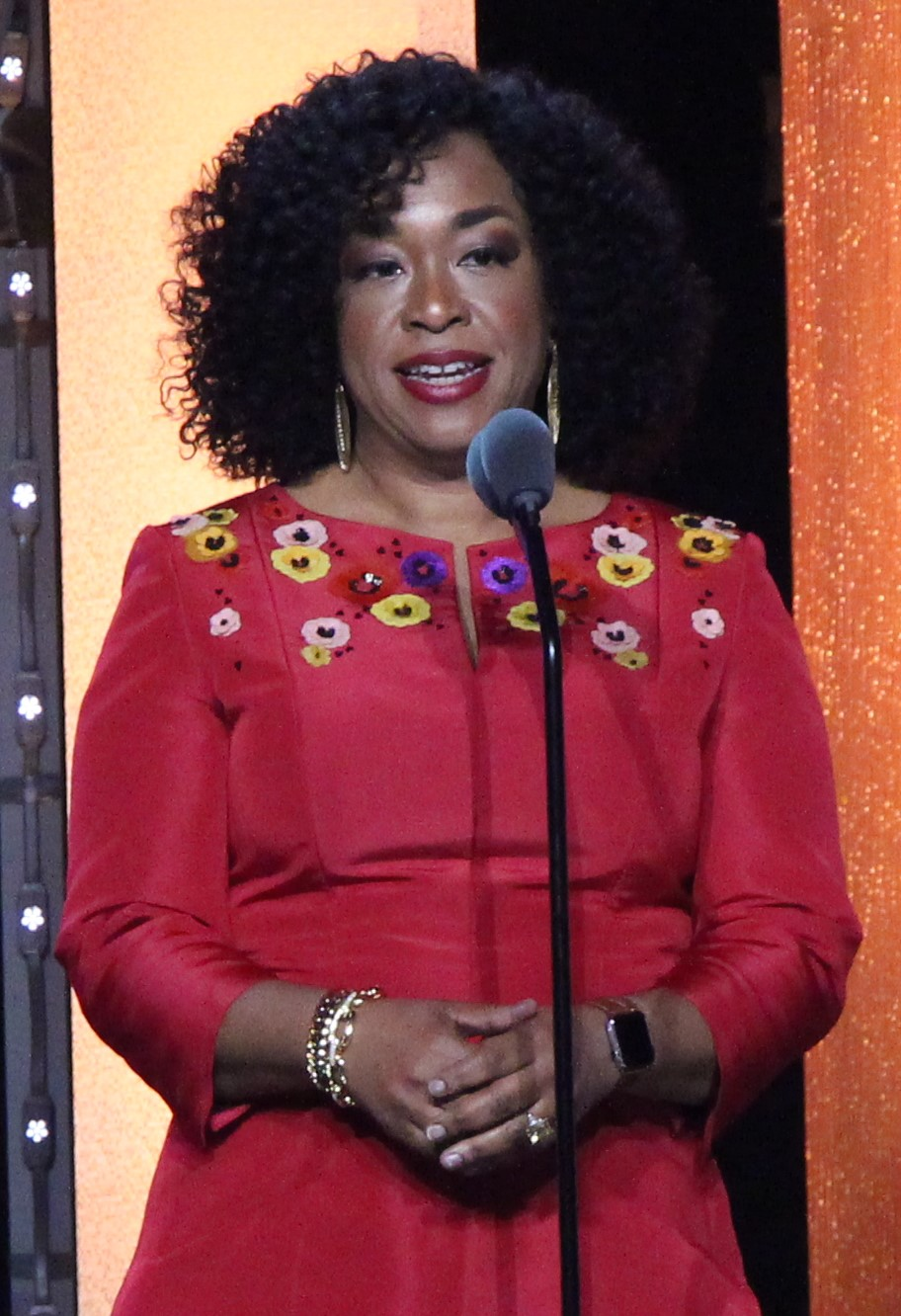
Shonda Rhimes, a produtora executiva de Bridgerton e fundadora da Shondaland.

Em 20 de julho de 2018, a Netflix anunciou que Shonda Rhimes produziria uma série baseada nos romances de Bridgerton de Julia Quinn, enquanto Chris Van Dusen seria o showrunner. Quinn explicou no The Tamron Hall Show que, quando soube por seu agente que Rhimes estava interessada em adaptar seus romances, ela “quase caiu do banquinho” e rapidamente concordou com a oferta. A primeira temporada do programa adaptou The Duke and I, o primeiro livro da série de Quinn.
Van Dusen disse em um artigo da Shondaland: “Acho que [as séries de época] são consideradas um pouco tradicionais e conservadoras. Com Bridgerton, eu queria pegar tudo o que eu amava em uma série de época e transformá-la em algo novo, atual e relacionável."  Antes de a primeira temporada ir ao ar, a série já estava em pré-produção para uma segunda temporada, que foi oficialmente anunciada em janeiro de 2021. Ela é centrada em Anthony e baseada no livro The Viscount Who Loved Me. Em 13 de abril de 2021, o criador Van Dusen revelou no Twitter que a série havia sido renovada para uma terceira e quarta temporadas.
Ao contrário das duas primeiras temporadas, que seguiram a ordem da série de livros, a terceira temporada se concentra em Colin, com base no quarto romance de Quinn, Romancing Mister Bridgerton, em vez de Benedict. Jess Brownell substituiu Van Dusen como escritor e showrunner para a terceira e quarta temporadas.

### Seleção de elenco
Em 19 de junho de 2019, Julie Andrews foi escalada como Lady Whistledown, a narradora da série. Em 10 de julho de 2019, foi anunciado que Phoebe Dynevor e Regé-Jean Page interpretariam os protagonistas, enquanto Jonathan Bailey, Golda Rosheuvel, Luke Newton, Claudia Jessie, Nicola Coughlan, Ruby Barker, Sabrina Bartlett, Ruth Gemmell, Adjoa Andoh e Polly Walker foram escalados no elenco principal.
Em 15 de fevereiro de 2021, foi anunciado que Simone Ashley havia sido escalada como a protagonista feminina da 2.ª temporada, Kate. Em abril de 2021 Charithra Chandran se juntou ao elenco como sua irmã Edwina, além de Rupert Young, que interpretará um novo personagem. No mesmo mês, Shelley Conn foi escalada como a mãe de Kate e Edwina, Mary, e Calam Lynch foi escalado como Theo Sharpe para a segunda temporada. Em maio de 2021, Rupert Evans se juntou ao elenco como Edmund Bridgerton, o patriarca da familia Bridgerton para segunda temporada.
Em abril de 2022, Bailey e Ashley foram confirmados para retornar para a terceira temporada como Visconde e Viscondessa Bridgerton, explorando sua vida de casados e deveres como chefes da família homônima. No mês seguinte, Hannah Dodd foi escalada para substituir Ruby Stokes como Francesca Bridgerton na terceira temporada. Stokes saiu do programa devido a conflitos de agenda com a Lockwood & Co. Chandran não reprisará seu papel como Edwina na temporada. Em julho de 2022, Daniel Francis, Sam Phillips e James Phoon foram escalados em funções não reveladas para a terceira temporada. Em outubro de 2022, Hannah New entrou para o elenco como Lady Tilley Arnold. Em janeiro de 2023, Dynevor confirmou que não aparecerá na terceira temporada, mas permaneceu aberta a retornar “no futuro”.

### Filmagens

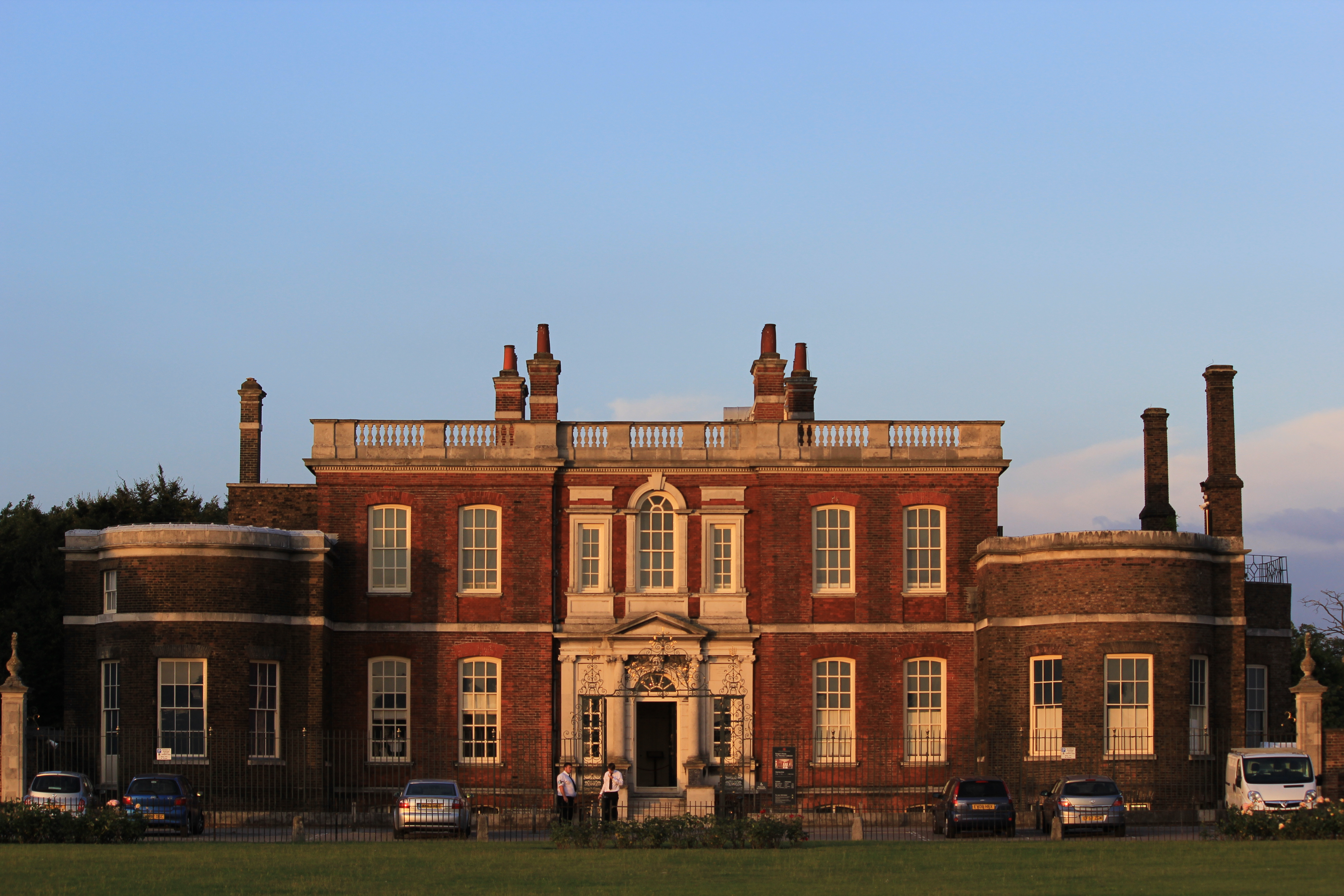
A Ranger's House é usada como o exterior da casa da família Bridgerton em Londres

A fotografia principal da primeira temporada da série começou em julho de 2019 e terminou no final de fevereiro de 2020. Bridgerton foi filmada em Londres e Bath, Somerset,  bem como em várias propriedades e parques da Inglaterra. Embora a série se passe em Londres, a maioria das cenas de rua foi filmada em Bath, York e Chatham. Os terrenos da Wilton House foram usados para ser o Hyde Park e os terrenos de Somerley foram usados para serem Hampstead Heath. As cenas de jardim foram filmadas em Painshill, perto de Cobham, e na Commissioner's House, em Chatham.
As locações para as filmagens da série incluíram a Ranger's House em Greenwich (para ser o exterior da Bridgerton House em Londres); Halton House na RAF Halton (interior da Bridgerton House, interior dos Featheringtons); Wilton House (A Hastings House de Simon, interior da propriedade de Clyvedon, sala do trono do Palácio de St. James); Holburne Museum (propriedade de Lady Danbury); Hatfield House (interior da casa dos Featheringtons); No. 1 Royal Crescent (Grosvenor Square); Queen's House e Somerley (Somerset House); e Dorney Court (estalagem). O Vauxhall Pleasure Gardens não existe mais em sua totalidade. A equipe de produção o recriou para o baile de Lady Danbury combinando as partes restantes com Castle Howard e Stowe Park. O salão de banquetes do Guildhall, em Bath, foi usado para outro baile, bem como o Great Hall em Leigh Court, em Somerset.

### Músicas
O compositor e pianista americano Kris Bowers compôs e arranjou a trilha sonora da série. Bowers escreveu e compôs a trilha sonora da primeira temporada, com dezenove músicas. Os músicos gravaram a trilha remotamente em seus estúdios domésticos durante a pandemia da COVID-19.
A primeira temporada apresentou covers orquestrais de música popular contemporânea, que a diretora e produtora executiva Julie Anne Robinson disse ter sido inspirada pelo uso de músicas clássicas de rock no filme A Knight's Tale, de 2001. As músicas apresentadas incluíram “Thank U, Next”, de Ariana Grande, “Girls Like You”, de Maroon 5, “In My Blood”, de Shawn Mendes, e “Bad Guy”, de Billie Eilish, todas as quatro interpretadas pelo Vitamin String Quartet. Bowers também incluiu “Strange”, de Celeste, interpretada por Bowers, e “Wildest Dreams”, de Taylor Swift, interpretada por Duomo. Bowers também incluiu interpretações modernas de música clássica, como a Cello Suite No. 6 in D major, de Bach, do Recomposed by Peter Gregson: Bach - The Cello Suites, de Peter Gregson, e The Four Seasons, de Vivaldi, do Recomposed by Max Richter: Vivaldi - The Four Seasons. A primeira temporada também incluiu “The End”, de JPOLND, que tem uma “melodia suingada, mas letra intensa”.
Na segunda temporada, os covers incluem “Stay Away” de Nirvana e “Dancing On My Own” de Robyn pelo Vitamin String Quartet, “Material Girl” de Madonna, “Kabhi Khushi Kabhie Gham” da trilha sonora do filme de mesmo nome e “How Deep Is Your Love” de  Calvin Harris (feita por Bowers). Também estão incluídas “You Oughta Know”, de Alanis Morissette, “What About Us” de Pink (performada por Duomo), e “Sign of the Times” de Harry Styles (interpretada por Steve Horner). Há também “Diamonds” de Rihanna feita por Hannah V e Joe Rodwell, e “Wrecking Ball” de Miley Cyrus feita pelo Midnight String Quartet. Para promover o programa, Morisette apareceu em um vídeo interpretando “You Oughta Know” com Duomo. Ao discutir a música da segunda temporada, o supervisor musical Justin Kramps explicou que “mesmo para essas músicas que são apenas grandes canções que todo mundo conhece, [uma versão instrumental] ainda dá uma nova vida e as leva a um novo público, e de uma maneira diferente. Começamos com o pop, porque ele se encaixa no estilo do programa, e muitas vezes usamos essas músicas superconhecidas que dão muita alegria, que é o que o pop faz em geral.”
Em 3 de abril de 2022, Abigail Barlow e Emily Bear ganharam o Grammy Awards de 2022 de Melhor Álbum de Teatro Musical, por terem feito um álbum conceitual baseado em personagens e situações da 1ª temporada da série, intitulado The Unofficial Bridgerton Musical. Elas foram as únicas mulheres indicadas e as mais jovens da história da categoria. Em 14 de abril, ambas foram convidadas no programa Today e tocaram "Burn For You".
Na terceira temporada, os covers incluem “abcdefu" de Gayle, “Dynamite” do BTS,  “Jealous” de Nick Jonas, “Cheap Thrills” de Sia com a participação de Sean Paul. Também são apresentadas  “Happier Than Ever” de Billie Eilish, “Snow on the Beach” da Taylor Swift, com a participação de Lana Del Rey, e “Give Me Everything” de Pitbull com a participação de Afrojack, Ne-Yo e Nayer. O cover de “Give Me Everything” se tornou viral no TikTok. Durante a estreia em Nova York, Tori Kelly apresentou uma nova música, “All I Want”, que aparecerá na Parte 2 como um cover.

## Recepção

### Crítica
| Temporada | Rotten Tomatoes      | Metacritic          |
| --------- | -------------------- | ------------------- |
| 1         | 87% (99 comentários) | 75 (34 comentários) |
| 2         | 77% (91 comentários) | 70 (32 comentários) |
| 3         | 86% (58 comentários) | 70 (25 comentários) |

1ª temporada
Para a série, o site agregador de resenhas Rotten Tomatoes relatou uma taxa de aprovação de 89% com base em 89 resenhas, com uma classificação média de 7.92/10. O Metacritic deu à série uma pontuação média ponderada de 74 de 100 com base em 33 avaliações, indicando "avaliações geralmente favoráveis".
Kristen Baldwin da Entertainment Weekly deu à série a nota B+ e escreveu, "Bridgerton, ao que parece, é uma diversão maravilhosa para aqueles que amam Orgulho e Preconceito, mas desejam ter mais sexo na escada." Richard Roeper do Chicago Sun-Times deu  a série 4 de 4 estrelas e disse: "Um show que vai dar a você aquela inconfundível pontada de compulsão e fazer você ativar aquele "Próximo Episódio" uma e outra vez, até que não haja mais "Próximos Episódios"."
A British GQ descreveu Bridgerton como uma mistura de Downton Abbey e Gossip Girl, mas observou que "pode acabar sendo apenas mais uma decepção" e "poderia ter sido brilhante". Salamishah Tillet do The New York Times disse "Bridgerton fornece  um projeto para shows do período britânico em que os personagens negros podem prosperar dentro de enredos melodramáticos, trajes extravagantes e beleza bucólica [...] sem ter que ser servos ou escravizados." Erum Salam da Cosmopolitan escreveu "Eu queria mais explicações de como a raça é considerada nesta sociedade..."
Carolyn Hinds do The Observer afirmou que "Bridgerton foi elogiado como um show racialmente diverso ambientado na Era da Regência". Caroline Framke, da Vanity Fair, descreve o sexo na série "não é um material totalmente chocante para Shondaland para minha primeira série dramática sem restrições de transmissão."
O sexto episódio da primeira temporada atraiu críticas em relação à natureza não consensual do ato sexual de Simon e Daphne, que equivalia a estupro conjugal. O episódio mostra Daphne, enquanto faz sexo com Simon, mudando sua posição para ficar por cima, evitando que Simon saia dela quando atingir o clímax, apesar de suas objeções, para garantir que ele a engravide.  Descrito como um dos pontos tóxicos da trama de seu relacionamento, atraiu ainda mais escrutínio devido ao fato de que o engano nunca foi abordado como agressão sexual na série.  Os críticos salientaram que não reconheceu as dificuldades das vítimas masculinas de violação e a fetichização adicional dos homens negros nos meios de comunicação social.
2ª temporada
Para a segunda temporada, o Rotten Tomatoes relatou um índice de aprovação de 77% com base em 91 avaliações, com uma classificação média de 7,2/10. O consenso dos críticos do site afirma: "A emoção picante pode ter desaparecido, mas Bridgerton continua sendo um virador de episódios compulsivo nesta deliciosa temporada do segundo ano." O Metacritic deu à série uma pontuação média ponderada de 70 em 100 com base em 32 avaliações,  indicando "avaliações geralmente favoráveis".
Kristen Baldwin da Entertainment Weekly deu à série uma nota A e disse: "Com uma segunda temporada que é mais inteligente, comovente e emocionalmente complexa do que a primeira, este drama de época... prova que não é apenas uma ninharia excitante."  Angie Hahn, do The Hollywood Reporter, ecoou o sentimento descrevendo a temporada como "mais velha e sábia" do que o "tesão desenfreado" de sua antecessora, com um romance central eficaz que priorizava "um encontro de mentes, representado por discussões perspicazes fora dos salões de baile e uma competição acirrada durante um amigável jogo familiar de pall-mall." Peter Travers da ABC elogiou a escrita da temporada: "Parabéns à segunda temporada por se aprofundar na vida emocional de seus personagens e continuar o elenco daltônico que cria uma utopia na qual a diversidade é tão arraigado que nem vale a pena mencioná-lo."
Alison Herman do The Ringer comentou que a 1ª temporada é "sexy sem ser muito erótica", enquanto "a 2ª temporada é o inverso. Não há muito sexo, mas na química crepitante e na abnegação implacável que define a dinâmica de Anthony e Kate, há muito erotismo."  Emma Clarke do The Independent argumentou que, "é precisamente a falta de fisicalidade que torna esta temporada (do show e do namoro) tão... bem, sexy." Scott Bryan da BBC escreveu que a temporada serve como antídoto para os dramas de época "sempre estáticos, trabalhosos e lentos", acrescentando que vem com "energia real, parece tão moderna (mesmo que seja ambientada no passado) e mesmo que seja  parece extravagante, não parece muito intelectual. É refrescantemente acessível. "
Kevin Fallon, do The Daily Beast, elaborando sobre o "desempenho principal requintado" de Bailey, escreveu que "ele tem uma habilidade excepcional de carregar sua angústia, dor e culpa com ele, sem atolar as coisas em uma chatice sombria". Anita Singh do The Daily Telegraph escreveu que Bailey "traz mais alma ao papel de Lord Bridgerton do que Page jamais fez com o duque", com Randy Myers do Mercury News acrescentando que Bailey "tem um dom para o timing cômico".  Khosla do Mashable concluiu que com "Bailey e Ashley, a 2ª temporada de Bridgerton atinge o ouro", pois eles entregam "porções amontoadas e latentes de tensão sexual" pois "sua química é nada menos que explosiva".
3ª temporada
Para a primeira parte da terceira temporada, o Rotten Tomatoes relatou um índice de aprovação de 86% com base em 58 avaliações, com uma classificação média de 6,9/10.  O consenso dos críticos do site afirma: "As fofocas em Londres continuam interessantes como sempre na terceira temporada de Bridgerton, que se beneficia tremendamente da química cativante de Nicola Coughlan e Luke Newton." O Metacritic deu à série uma pontuação média ponderada de 70 em 100.  com base em 25 avaliações, indicando "avaliações geralmente favoráveis".

### Audiência
Em 27 de janeiro de 2021, a Netflix anunciou que 82 milhões de famílias assistiram a pelo menos dois minutos da primeira temporada, totalizando 625 milhões de horas assistidas. Foi o lançamento de uma série original mais assistida no serviço na época de sua estreia, antes de ser superado por Squid Game em outubro de 2021. Caroline Framke, da Variety, atribuiu essa enorme audiência à "tempestade perfeita de uma estreia perfeitamente cronometrada (dia de Natal de 2020), proporcionando entretenimento bobo e sexy após o primeiro ano terrível de COVID".
A 2ª temporada estreou em 25 de março de 2022 e estreou em primeiro lugar em 92 países na plataforma. Foi também o programa mais visto nas telas de televisão dos Estados Unidos durante três semanas, de acordo com a Nielsen Media Research. A 2ª temporada acumulou 193 milhões de horas de exibição em seu fim de semana de estreia, a maior abertura de qualquer série Netflix em inglês na época.   Também quebrou o recorde de séries em inglês mais vistas em uma única semana naquela época, com 251,74 milhões de horas de exibição de 28 de março a 3 de abril. A primeira temporada também entrou novamente no top ten da Netflix em segundo lugar. Em 19 de abril, a segunda temporada de Bridgerton ultrapassou sua antecessora como a série de televisão em inglês mais assistida na Netflix na época, com 627,11 milhões de horas assistidas desde seu lançamento em 25 de março de 2022.  Esse número de visualizações subiu para 656,16 milhões na marca de 28 dias.
Em 2023, entre as temporadas 2 e 3, a Netflix lançou um método novo e diferente de contagem de audiência, que consiste em dividir o número de horas assistidas pelo tempo de execução de um programa. A plataforma também ampliou a janela de medição de 28 para 91 dias.  Sob este novo método de medição, a parte 1 da 3ª temporada recebeu 45,05 milhões de visualizações em sua primeira semana, e depois 25,3 milhões de visualizações em sua segunda semana.

### Prêmios
| Ano  | Prêmio                                  | Categoria                                                                                        | Indicados | Resultado | Ref.ª  |
| ---- | --------------------------------------- | ------------------------------------------------------------------------------------------------ | --- | --------- | ------ |
| 2021 | AFI Awards                              | Top Programa de Televisão                                                                        | Bridgerton | Venceu    | [ 81 ] |
| 2021 | Costume Designers Guild Awards          | Excelência em Televisão de Época                                                                 | Ellen Mirojnick e John W. Glaser III (por "Diamond of the First Water") | Indicados | [ 82 ] |
| 2021 | Directors Guild of America Awards       | Direção em Série de Drama                                                                        | Julie Anne Robinson (for "Diamond of the First Water") | Indicada  | [ 83 ] |
| 2021 | Make-Up Artists and Hair Stylists Guild | Melhor Série de Televisão, Limitada ou Minissérie ou Nova Série - Melhor maquiagem de personagem | Marc Pilcher, Lynda J. Pearce, Claire Matthews e Louise Bannell | Indicados | [ 84 ] |
| 2021 | Make-Up Artists and Hair Stylists Guild | Melhor Série de Televisão, Limitada ou Minissérie ou Nova Série – Melhor Hair Styling            | Marc Pilcher, Lynda J. Pearce, Adam James Phillips e Tania Couper | Venceu    | [ 84 ] |
| 2021 | NAACP Image Awards                      | Melhor Série de Drama                                                                            | Bridgerton | Indicado  | [ 85 ] |
| 2021 | NAACP Image Awards                      | Melhor Ator em Série de Drama                                                                    | Regé-Jean Page | Venceu    | [ 85 ] |
| 2021 | NAACP Image Awards                      | Melhor Atriz Coadjuvante em Série de Drama                                                       | Adjoa Andoh | Indicada  | [ 85 ] |
| 2021 | MTV Movie & TV Awards                   | Melhor Programa                                                                                  | Bridgerton | Indicado  | [ 86 ] |
| 2021 | MTV Movie & TV Awards                   | Melhor Performance                                                                               | Regé-Jean Page | Venceu    | [ 86 ] |
| 2021 | MTV Movie & TV Awards                   | Melhor Beijo                                                                                     | Regé-Jean Page e Phoebe Dynevor | Indicado  | [ 86 ] |
| 2021 | Producers Guild of America Awards       | Produção em Série de Drama                                                                       | Chris Van Dusen, Shonda Rhimes, Betsy Beers, Scott Collins, Alison Eakle, Sara Fischer, Sarada McDermott, Holden Chang e Tom Verica                                                                | Indicados | [ 87 ] |
| 2021 | Satellite Awards                        | Melhor Ator em Série de Drama                                                                    | Regé-Jean Page | Indicado  | [ 88 ] |
| 2021 | Satellite Awards                        | Melhor Atriz em Série de Drama                                                                   | Phoebe Dynevor | Indicada  | [ 88 ] |
| 2021 | Screen Actors Guild Awards              | Melhor Elenco em Série de Drama                                                                  | Elenco de Bridgerton | Indicado  | [ 89 ] |
| 2021 | Screen Actors Guild Awards              | Melhor Ator em Série de Drama                                                                    | Regé-Jean Page | Indicado  | [ 89 ] |
| 2021 | Primetime Emmy Awards                   | Melhor Série de Drama                                                                            | Chris Van Dusen, Shonda Rhimes, Betsy Beers, Scott Collins, Alison Eakle, Sara Fischer, Julia Quinn, Leila Cohan-Miccio, Jonathan Igla, Janet Lin, Holden Chang, Sarah Dollard, e Sarada McDermott | Indicados | [ 90 ] |
| 2021 | Primetime Emmy Awards                   | Melhor Ator em Série de Drama                                                                    | Regé-Jean Page (por "Art of the Swoon") | Indicado  | [ 90 ] |
| 2021 | Primetime Emmy Awards                   | Melhor Direção em Série de Drama                                                                 | Julie Anne Robinson (por "Diamond of the First Water") | Indicada  | [ 90 ] |
| 2022 | Black Reel Awards                       | Melhor Direção em Série de Drama                                                                 | Cheryl Dunye (por "The Viscount Who Loved Me") | Venceu    | [ 91 ] |
| 2022 | Black Reel Awards                       | Melhor Atriz Coadjuvante em Série de Drama                                                       | Adjoa Andoh | Indicada  | [ 91 ] |
| 2022 | Black Reel Awards                       | Melhor Supervisor de Música                                                                      | Alexandra Pastvas | Indicada  | [ 91 ] |
| 2022 | Black Reel Awards                       | Melhor Trilha Sonora Musical                                                                     | Kris Bowers | Indicado  | [ 91 ] |
| 2022 | Grammy Awards                           | Melhor Trilha Sonora para Mídia Visual                                                           | Kris Bowers | Indicado  | [ 92 ] |
| 2022 | MTV Movie & TV Awards                   | Melhor Momento Musical                                                                           | Anthony e Kate dançando o cover de "Wrecking Ball" do Midnight String Quartet | Indicado  | [ 93 ] |
| 2022 | National Television Awards              | Melhor Drama que Retornou                                                                        | Bridgerton | Indicado  | [ 94 ] |
| 2022 | National Television Awards              | Melhor Performance em Drama                                                                      | Simone Ashley | Indicada  | [ 94 ] |
| 2022 | National Television Awards              | Melhor Performance em Drama                                                                      | Jonathan Bailey | Indicado  | [ 94 ] |
| 2022 | National Television Awards              | Estrela em Ascensão                                                                              | Charithra Chandran | Indicada  | [ 94 ] |
| 2023 | NAACP Image Awards                      | Melhor Série de Drama                                                                            | Bridgerton | Indicado  | [ 95 ] |
| 2023 | NAACP Image Awards                      | Melhor Atriz em Série de Drama                                                                   | Adjoa Andoh | Indicada  | [ 95 ] |
| 2023 | NAACP Image Awards                      | Melhor Trilha Sonora/Álbum Coletâneo                                                             | Bridgerton Season Two (Soundtrack from the Netflix Series) (por Kris Bowers) | Indicado  | [ 95 ] |

## Spin-off

### Queen Charlotte: A Bridgerton Story
Em maio de 2021, a Netflix encomendou uma minissérie spin-off, produzida também por Shonda Rhimes, que se concentra na ascensão e na vida amorosa da jovem rainha Charlotte. Rhimes escreve a série e atua como produtora executiva ao lado de Betsy Beers e Tom Verica. A minissérie estreou em 4 maio de 2023, sob o título Queen Charlotte: A Bridgerton Story.